# Liste von Computerspielezeitschriften
Die Liste von Computerspielezeitschriften enthält aktuell erscheinende und ehemals erschienene Zeitschriften im Print- oder Digitalformat, die dem Computerspielejournalismus zugerechnet werden, sich also inhaltlich schwerpunktmäßig mit Computerspielen, der zugehörigen Hardware oder deren Kultur auseinandersetzen. Die Liste ist aufgeteilt in Printzeitschriften und ausschließlich digital erschienene Publikationen. Abschließend sind separat davon wissenschaftliche Fachzeitschriften mit Peer-Review gelistet.

## Print
Ausschließlich im Printformat oder im Print- und digitalen Format erschienene Zeitschriften.
| Name                                            | Erstausgabe | Einstellung | Land                 | Verlag                                                        | Themenschwerpunkt             | Quellen     |
| ----------------------------------------------- | ----------- | ----------- | -------------------- | ------------------------------------------------------------- | ----------------------------- | ----------- |
| 110 % Gaming                                    | 2014        |             | UK                   | DC Thomson                                                    | Spiele für Kinder             | [ 1 ]       |
| 360                                             | 2005        | 2012        | UK                   | Imagine Publishing                                            | Xbox 360                      | [ 2 ] [ 3 ] |
| 360 Gamer                                       | 2005        | 2013        | UK                   | Uncooked Media                                                | Xbox 360                      | [ 2 ] [ 4 ] |
| 360 Live                                        | 2005        | 2013        | Deutschland          | Airmotion Games Verlag                                        | Xbox 360                      | [ 5 ]       |
| Ação Games                                      | 1991        | 2002        | Brasilien            | Editora Abril                                                 |                               | [ 6 ]       |
| ACE                                             | 1987        | 1990        | UK                   |                                                               |                               | [ 7 ]       |
| Action Play                                     |             |             | Deutschland          | Trend Verlag                                                  | PC-Spiele                     | [ 8 ]       |
| Advance                                         | 2001        | 2003        | Deutschland          | BriStein Verlag                                               | Game Boy Advance              | [ 9 ]       |
| Aktueller Software Markt                        | 1986        | 1995        | Deutschland          | Tronic Verlag                                                 |                               |             |
| Amiga Action                                    | 1989        | 1996        | UK                   | Europress                                                     | Amiga-Spiele                  |             |
| Amiga Dream                                     | 1993        |             | Frankreich           |                                                               | Amiga-Spiele                  |             |
| Amiga Force                                     | 1992        | 1994        | UK                   | Europress                                                     | Amiga-Spiele                  |             |
| Amiga Fun                                       | 1990        | 1996        | Deutschland          | Computec Media                                                | Amiga-Spiele                  |             |
| Amiga Future                                    | 2000        |             | Deutschland          | APC&TCP                                                       | Amiga-Spiele                  |             |
| Amiga Games                                     | 1992        | 1996        | Deutschland          | Computec Media                                                | Amiga-Spiele                  |             |
| Amiga Joker                                     | 1989        | 1996        | Deutschland          | Joker-Verlag                                                  | Amiga-Spiele                  |             |
| Amiga Power                                     | 1991        | 1996        | UK                   | Future plc                                                    | Amiga-Spiele                  |             |
| Amstar                                          | 1986        | 1990        | Frankreich           |                                                               | Amstrad CPC                   |             |
| Amstrad Action                                  | 1985        | 1995        | UK                   | Future plc                                                    | Amstrad CPC                   |             |
| Atari Age                                       | 1982        | 1984        | USA                  | The Atari Club                                                | Atari-Produkte                |             |
| Bestseller Games                                | 1995        | 1999        | Deutschland          | Trend-Verlag                                                  |                               |             |
| Bestseller Games                                | 1996        | 1998        | Frankreich           |                                                               |                               |             |
| Big-N-Club-Magazin                              | 2022        |             | Deutschland          |                                                               | Nintendo-Produkte             |             |
| Bravo Screenfun                                 | 1997        | 2009        | Deutschland          | Heinrich Bauer Zeitschriften Verlag                           |                               |             |
| buffed                                          | 2007        | 2016        | Deutschland          | Computec Media                                                | Online-Spiele                 |             |
| Canard PC                                       | 2003        |             | Frankreich           | Presse Non-Stop                                               | PC-Spiele                     |             |
| CD-Action                                       | 1996        |             | Polen                |                                                               |                               |             |
| CGMagazine                                      | 2010        |             | Kanada               | EVGMedia                                                      | Medienkultur                  |             |
| Cheatz ’n’ Gamez                                | 2001        | 2002        | Deutschland          | OZ Verlag                                                     | PlayStation 2                 | [ 10 ]      |
| Club Nintendo                                   | 1989        | 2002        | Deutschland          | Computec Media                                                | Nintendo-Produkte             |             |
| Computer and Video Games                        | 1981        | 2004        | UK                   | Future plc                                                    |                               |             |
| Computer Bild Spiele                            | 1999        | 2019        | Deutschland          | Computer Bild Digital                                         | Multiplattform                |             |
| Computer Game Review                            | 1991        | 1996        | USA                  | Sendai Media                                                  | Multiplattform                |             |
| Computer Gamer                                  | 1985        | 1987        | UK                   | Argus Specialist Publications                                 |                               |             |
| Computer Games Magazine                         | 1988        | 2007        | USA                  | theGlobe.com                                                  | Multiplattform                |             |
| Computer Gaming World                           | 1981        | 2006        | USA                  | Russell Sipe (bis 1993) Ziff Davis                            | PC-Spiele                     |             |
| Computer Gaming World                           |             |             | Spanien              |                                                               | PC-Spiele                     | [ 11 ]      |
| Consol.at                                       | 2000        | 2013        | Österreich           | consol.MEDIA                                                  | Multiplattform                |             |
| Crash                                           | 1984        | 1992        | UK                   | Europress                                                     | Sinclair ZX Spectrum          |             |
| Develop                                         | 1996        | 2018        | UK                   | Intent Media                                                  | Spieleentwicklung             |             |
| Edge                                            | 1993        |             | UK                   | Future plc                                                    | Multiplattform                | [ 2 ]       |
| Edge                                            | 2004        | 2004        | Australien           |                                                               | Multiplattform                |             |
| Edge                                            | 2005        | 2007        | Deutschland          | Computec Media                                                | Multiplattform                |             |
| Edge                                            | 2006        | 2009        | Spanien              |                                                               | Multiplattform                |             |
| Edge                                            | 2009        | 2010        | Brasilien            |                                                               | Multiplattform                |             |
| Electronic Gaming Monthly                       | 1988        |             | USA                  | EGM Media                                                     | Multiplattform                |             |
| Famitsu                                         | 1986        |             | Japan                | Kadokawa                                                      |                               |             |
| Fun Generation                                  | 1995        | 2000        | Deutschland          | CyPress                                                       | Multiplattform                | [ 12 ]      |
| Gain                                            | 2017        | 2024        | Deutschland          | Eigenverlag                                                   | Medienkultur                  |             |
| Game Developer                                  | 1994        | 2013        | USA                  | UBM Tech                                                      | Spieleentwicklung             |             |
| Game Face                                       | 2003        | 2008        | Deutschland          |                                                               | Spieleentwicklung             |             |
| Game Informer                                   | 1991        |             | USA                  | GameStop                                                      | Multiplattform                |             |
| Game Master                                     | 2004        | 2016        | Deutschland          | Panini Verlag                                                 |                               |             |
| Game Pro (bis 2007 Videogiochi)                 | 2004        | 2009        | Italien              | Future Italy (bis 2006) Sprea Media Italy                     |                               |             |
| GamePro                                         | 2002        | 2024        | Deutschland          | Webedia (zuvor IDG Entertainment)                             | Konsolenspiele                |             |
| GamePro                                         | 1989        | 2011        | USA                  | IDG                                                           | Multiplattform                |             |
| Gamereactor                                     | 1998        | 2015        | Dänemark             | Gamereactor                                                   |                               |             |
| Gamers                                          | 1991        | 1996        | Deutschland          | MLV-Verlag                                                    | Sega-Produkte                 |             |
| Gamers.at                                       | 2005        | 2013        | Österreich           | consol.MEDIA                                                  | PC-Spiele                     |             |
| GamersPlus                                      | 2008        | 2010        | Deutschland, Schweiz | Panini Verlag                                                 | PC-Spiele                     |             |
| Games Aktuell                                   | 2003        | 2023        | Deutschland          | Computec Media                                                | Multiplattform                |             |
| Games for Windows: The Official Magazine        | 2006        | 2008        | USA, Kanada          | Ziff Davis                                                    | Windows-Spiele                |             |
| Games Master                                    |             |             | UK                   | Future plc                                                    |                               | [ 2 ]       |
| Games World                                     | 1994        | 1994        | Deutschland          | Alchemy Publishing                                            | Multiplattform                |             |
| GamesMarkt                                      | 2001        |             | Deutschland          | BG Germany                                                    | Branche                       |             |
| Gamest                                          | 1986        | 1999        | Japan                | Shinseisha                                                    | Arcade-Spiele                 |             |
| GameStar                                        | 1997        |             | Deutschland          | Webedia                                                       | PC-Spiele                     |             |
| GamesTM                                         | 2002        | 2018        | UK                   | Highbury Entertainment (bis 2006) Imagine Publishing          | Multiplattform                | [ 2 ]       |
| GamesTM                                         | 2003        | 2009        | Deutschland          | Airmotion Games Verlag                                        | Multiplattform                |             |
| GamingXP                                        | 2008        | 2015        | Österreich           | GamingXP Verlag                                               | Multiplattform                |             |
| GEE                                             | 2003 2022   | 2013        | Deutschland          | GEE Media & Marketing GmbH                                    |                               | [ 13 ]      |
| Hoog Spel                                       | 1990        | 2000        | Niederlande          | Rangeela                                                      |                               |             |
| IG Magazine                                     | 2009        | 2013        | Frankreich           | Ankama                                                        |                               |             |
| Kill Screen                                     | 2009        | 2016        | USA                  | Kill Screen Media                                             | Medienkultur                  |             |
| Level                                           | 1995        |             | Tschechien           |                                                               |                               |             |
| Level                                           | 1997        |             | Türkei               |                                                               |                               |             |
| Level                                           | 1997        | 2013        | Rumänien             |                                                               |                               |             |
| M! Games (bis 2008 MAN!AC)                      | 1993        |             | Deutschland          |                                                               |                               |             |
| MacGamer                                        | 2015        |             | Deutschland          | mc-arts                                                       | Mac-OS-Spiele                 | [ 14 ]      |
| Making Games                                    | 2005        | 2022        | Deutschland          | Computec Media                                                | Spieleentwicklung             |             |
| MCV/Develop (bis 2019 MCV)                      | 1998        |             | UK                   | BizMedia                                                      | Branche                       |             |
| Mega Fun                                        | 1992        | 2000        | Deutschland          | CT Computec Verlag                                            | Konsolenspiele                |             |
| MMO Games Magazine (zuvor MASSIVE Magazine)     | 2006        | 2007        | USA                  | theGlobe.com                                                  | MMO-Spiele                    | [ 15 ]      |
| Mobile Gamer                                    | 2005        | 2012        | Deutschland          | Cybermedia                                                    | Handheld- und Mobile Games    |             |
| Multimedia Joker                                | 1995        | 1996        | Deutschland          | Joker-Verlag                                                  | Konsolenspiele                |             |
| N-Zone                                          | 1997        |             | Deutschland          | Computec Media                                                | Nintendo-Produkte             |             |
| N64 Magazine                                    |             |             | UK                   | Future plc                                                    |                               |             |
| Ngamer                                          |             |             | UK                   | Future plc                                                    |                               | [ 2 ]       |
| Ninty Fresh                                     | 2021        | 2022        | UK                   | Ninty Media                                                   | Nintendo-Produkte             |             |
| Official Nintendo Magazine                      |             |             | UK                   | Future plc                                                    |                               | [ 2 ]       |
| Official U.S. PlayStation Magazine              | 1997        | 2007        | USA                  | Ziff Davis                                                    | PlayStation-Produkte          |             |
| Official Xbox Magazine                          |             |             | UK                   | Future plc                                                    |                               | [ 2 ]       |
| PC Action                                       | 1996        | 2012        | Deutschland          | Computec Media                                                | PC-Spiele                     |             |
| PC Format                                       | 1991        | 2015        | UK                   | Future plc                                                    | PC-Spiele                     |             |
| PC Gamer                                        | 1993        |             | UK                   | Future plc                                                    | PC-Spiele                     | [ 2 ]       |
| PC Gamer                                        | 1994        |             | USA                  | Future US                                                     | PC-Spiele                     |             |
| PC Gamer                                        | 1998        | 2004        | Australien           | Conspiracy Publishing                                         | PC-Spiele                     |             |
| PC Gamer                                        |             | 2011        | Malaysia             |                                                               | PC-Spiele                     |             |
| PC Gamer                                        |             | 2008        | Russland             |                                                               | PC-Spiele                     |             |
| PC Games                                        | 1992        |             | Deutschland          | Computec Media                                                | PC-Spiele                     |             |
| PC Games Hardware                               | 2000        |             | Deutschland          | Computec Media                                                | PC-Hardware                   |             |
| PC Gaming World                                 |             |             | UK                   |                                                               |                               |             |
| PC Joker                                        | 1991        | 2004        | Deutschland          | Joker-Verlag                                                  | PC-Spiele                     |             |
| PC Juegos y Jugadores                           |             | 2007        | Spanien              |                                                               | PC-Spiele                     |             |
| PC Player                                       | 1992        | 2001        | Deutschland          | Future Verlag                                                 | PC-Spiele                     |             |
| PC PowerPlay                                    | 2004        | 2007        | Deutschland          | CyPress                                                       |                               |             |
| PC PowerPlay                                    | 1996        |             | Australien           | Future Australia                                              | PC-Spiele                     |             |
| PC Spiel                                        | 1995        | 1996        | Deutschland          | Tronic Verlag                                                 | PC-Spiele                     |             |
| PC Zone                                         | 1993        | 2010        | UK                   | Dennis Publishing (bis 2004) Future plc                       | PC-Spiele                     | [ 2 ]       |
| Play                                            | 1995        |             | UK                   | Future plc (zuvor Imagine Publishing)                         | PlayStation-Produkte          | [ 2 ]       |
| Play Gamer                                      |             |             | UK                   | Uncooked Media                                                | PlayStation 3                 | [ 2 ]       |
| Play Games                                      | 2004        | 2006        | Deutschland          | BriStein Verlag                                               | PlayStation-Produkte          |             |
| play the PlayStation (zuvor play PlayStation)   | 1997        | 2007        | Deutschland          | CyPress                                                       | PlayStation-Produkte          |             |
| Play Time                                       | 1991        | 1995        | Deutschland          | Computec Verlag                                               | Multiplattform                |             |
| play5                                           | 2007        |             | Deutschland          | Computec Media                                                | PlayStation-Produkte          |             |
| PlayBlu                                         |             | 2013        | Deutschland          | Computec Media (zuvor LiveEmotion Verlag)                     | PlayStation-Produkte          |             |
| Playstation: The Magazine                       |             |             | UK                   | Future plc                                                    |                               | [ 2 ]       |
| PlayZone                                        | 1998        | 2008        | Deutschland          | Computec Media                                                | PlayStation-Produkte          |             |
| Pocket Gamer                                    | 2005        |             | UK                   |                                                               | Handheld- und Mobile Games    |             |
| Power Play                                      | 1987        | 2000        | Deutschland          | Future Verlag                                                 |                               |             |
| PowerStation                                    |             |             | UK                   | Imagine Publishing                                            |                               | [ 2 ]       |
| PS3M                                            | 2008        | 2013        | Deutschland          | Airmotion Games Verlag                                        | PlayStation-Produkte          | [ 5 ]       |
| PSM 3                                           |             |             | UK                   | Future plc                                                    |                               | [ 2 ]       |
| Retro                                           | 2006        |             | Deutschland          | CSW-Verlag                                                    | Klassische Spiele und Systeme |             |
| Retro Gamer                                     | 2004        |             | UK                   | Future plc                                                    | Klassische Spiele und Systeme | [ 2 ]       |
| Retro Gamer                                     | 2012        |             | Deutschland          | Publishing Office Langer (zuvor eMedia)                       | Klassische Spiele und Systeme |             |
| Return                                          | 2009        |             | Deutschland          |                                                               | Klassische Spiele und Systeme |             |
| SEGA Magazin                                    | 1993        | 2000        | Deutschland          | Computec Media                                                | Sega-Produkte                 |             |
| Svenska PC Gamer                                | 1996        | 2021        | Schweden             | Press play on tape                                            | PC-Spiele                     |             |
| Switch Player                                   | 2016        | 2023        | UK                   | Ninty Media                                                   | Nintendo Switch               |             |
| Tele Action                                     | 1983        | 1983        | Deutschland          | Ehapa Verlag                                                  |                               |             |
| TeleMatch                                       | 1982        | 1985        | Deutschland          |                                                               |                               |             |
| The Game                                        |             |             | Frankreich           |                                                               |                               |             |
| Total PC Gaming                                 |             |             | UK                   | Future plc                                                    |                               | [ 2 ]       |
| Total!                                          | 1993        | 2000        | Deutschland          | X-Plain-Verlag                                                | Nintendo-Produkte             |             |
| V Jump                                          | 1993        |             | Japan                | Shueisha                                                      | Manga-Spiele                  |             |
| Video Games                                     | 1991        | 2001        | Deutschland          | Future Verlag                                                 | Konsolenspiele                |             |
| WASD – Bookazine für Gameskultur                | 2012        | 2021        | Deutschland          | Sea of Sundries Verlag                                        | Medienkultur                  |             |
| Wii Magazin (zuvor 64 Power, big.N und N Games) | 1997        | 2011        | Deutschland          | LiveEmotion Verlag (zuvor BriStein Verlag)                    | Nintendo-Produkte             |             |
| Wireframe                                       | 2018        | 2023        | UK                   | Raspberry Pi Press                                            | Spieleentwicklung             |             |
| X-One (bis 2013 X360)                           | 2005        | 2015        | UK                   | Imagine Publishing                                            | Xbox-Produkte                 | [ 2 ]       |
| X64                                             | 1997        | 2000        | Frankreich           | Edicorp Publications                                          | Nintendo-Produkte             |             |
| XBG Games                                       | 2003        | 2018        | Deutschland          | Computec Media (zuvor BriStein Verlag und LiveEmotion Verlag) | Xbox-Produkte                 |             |
| Xbox World                                      | 2003        | 2012        | UK                   | Future plc                                                    | Xbox-Produkte                 | [ 2 ]       |
| XtremPC                                         | 1998        | 2010        | Rumänien             | Romas Comercial                                               | PC-Spiele                     |             |
| Your Sinclair                                   | 1984        | 1993        | UK                   | Future plc                                                    | Sinclair ZX Spectrum          |             |
| Zero                                            | 1989        | 1992        | UK                   | Dennis Publishing                                             | Multiplattform                |             |
| Zzap!64                                         | 1985        | 1992        | UK                   | Europress Impact                                              | Commodore-64-Spiele           |             |

## Digital
Ausschließlich digital auf Speichermedien oder online erschienene Zeitschriften.
| Name                                | Erstausgabe | Einstellung | Sprache      | Herausgeber              | Themenschwerpunkt    |
| ----------------------------------- | ----------- | ----------- | ------------ | ------------------------ | -------------------- |
| 1Up.com                             | 2003        | 2013        | Englisch     | Ziff Davis               |                      |
| 4Players                            | 2000        |             | Deutsch      | Funke Digital            | Multiplattform       |
| Destructoid                         | 2006        |             | Englisch     | Gamurs                   |                      |
| Dot Esports                         |             |             | Englisch     | Gamurs                   | E-Sport              |
| Eurogamer                           | 1999        |             | Mehrsprachig | Gamer Network            |                      |
| Game                                | 2018        | 2019        | Englisch     | Network N                | Multiplattform       |
| Game Developer (bis 2021 Gamasutra) | 1997        |             | Englisch     |                          | Spieleentwicklung    |
| Game On                             | 1988        | 1995        | Deutsch      | CP Computer Publications | Commodore-64-Spiele  |
| Gamekult                            | 2000        |             | Französisch  | TF1 Group                |                      |
| GameRevolution                      | 1996        |             | Englisch     | Evolve Media             | Multiplattform       |
| GamersGlobal                        | 2009        |             | Deutsch      |                          |                      |
| GamesIndustry.biz                   | 2002        |             | Englisch     | Gamer Network            | Branche              |
| GameSpot                            | 1996        |             | Englisch     | Fandom, Inc.             | Multiplattform       |
| GameSpy                             | 1999        |             | Englisch     |                          |                      |
| GamesRadar+                         | 2005        |             | Englisch     | Future plc               |                      |
| Gameswelt                           | 1999        |             | Deutsch      | Web Media Publishing     |                      |
| GamesWirtschaft                     | 2016        |             | Deutsch      | Petra Fröhlich           | Branche              |
| Gamezebo                            | 2005        |             | Englisch     | iWin                     | Gelegenheitsspiele   |
| Gamezone.de                         |             |             | Deutsch      | Computec Media           | Multiplattform       |
| IGN                                 | 1996        |             | Mehrsprachig | Ziff Davis               | Multiplattform       |
| Jeuxvideo.com                       | 1997        |             | Französisch  | Webedia                  | Multiplattform       |
| Joystiq                             | 2004        | 2015        | Englisch     | AOL                      |                      |
| Kotaku                              | 2004        |             | Englisch     | G/O Media                | Multiplattform       |
| Mein MMO                            | 2013        |             | Deutsch      | Webedia                  | Onlinespiele         |
| Nintendo Life                       |             |             | Englisch     | Gamer Network            | Nintendo-Produkte    |
| Nintendo-Online.de                  |             |             | Deutsch      |                          | Nintendo-Produkte    |
| Ntower                              | 2007        |             | Deutsch      |                          | Nintendo-Produkte    |
| Operation Sports                    |             |             | Englisch     | Gamurs                   | Sportspiele          |
| PC Invasion                         | 2015        |             | Englisch     |                          | PC-Spiele            |
| PCGamesN                            |             |             | Englisch     | Network N                | PC-Spiele            |
| PocketGamer.biz                     |             |             | Englisch     |                          | Branche              |
| Polygon                             | 2012        |             | Englisch     | Vox Media                | Multiplattform       |
| Push Square                         | 2012        |             | Englisch     | Gamer Network            | PlayStation-Produkte |
| Rock Paper Shotgun                  | 2007        |             | Englisch     | Gamer Network            | PC-Spiele            |
| Siliconera                          |             |             | Englisch     | Gamurs                   |                      |
| spieletipps                         | 1998        | 2023        | Deutsch      | Ströer Media Brands      |                      |
| The Escapist                        | 2005        |             | Englisch     | Gamurs                   |                      |
| V2.fi                               | 2007        |             | Finnisch     | Alasin Media             |                      |
| VG247                               | 2008        |             | Englisch     | Gamer Network            | Multiplattform       |
| Videogameszone.de                   |             |             | Deutsch      | Computec Media           | Konsolenspiele       |
| Wargamer                            | 1995        |             | Englisch     | Network N                | Strategiespiele      |
| Wasted                              | 2021        | 2023        | Deutsch      | Wasted Media             | Medienkultur         |

## Wissenschaftliche Fachzeitschriften
| Name                                                                                                 | Erstausgabe | Sprache           | Open Access | Quelle |
| --- | ----------- | ----------------- | ----------- | ------ |
| EAI Endorsed Transactions on Serious Games                                                           | 2014        | Englisch          | ja          | [ 16 ] |
| Eludamos: Journal for Computer Game Culture                                                          | 2007        | Englisch          | ja          | [ 17 ] |
| Game – The Italian Journal of Game Studies                                                           | 2012        | Englisch          | ja          | [ 18 ] |
| Game Studies – The International Journal of Computer Game Research                                   | 2001        | Englisch          | ja          | [ 19 ] |
| Games and Culture – A Journal of Interactive Media                                                   | 2006        | Englisch          | teils       | [ 20 ] |
| ICGA Journal (bis 2000 ICCA Journal)                                                                 | 1977        | Englisch          | nein        | [ 21 ] |
| IEEE Transaction on Games (bis 2017 IEEE Transactions on Computational Intelligence and AI in Games) | 2009        | Englisch          | teils       | [ 22 ] |
| International Journal of Computer Games Technology                                                   | 2007        | Englisch          | ja          | [ 23 ] |
| Loading... – The Journal of the Canadian Game Studies Association                                    | 2007        | Englisch          | ja          | [ 24 ] |
| Paidia – Zeitschrift für Computerspielforschung                                                      | 2011        | Deutsch, Englisch | ja          | [ 25 ] |
| Press Start                                                                                          | 2014        | Englisch          | ja          | [ 26 ] |
| Simulation & Gaming – An Interdisciplinary Journal of Theory, Practice and Research                  | 1990        | Englisch          | teils       | [ 27 ] |
| The Computer Games Journal                                                                           | 2012        | Englisch          | teils       | [ 28 ] |